# Lakewood Church

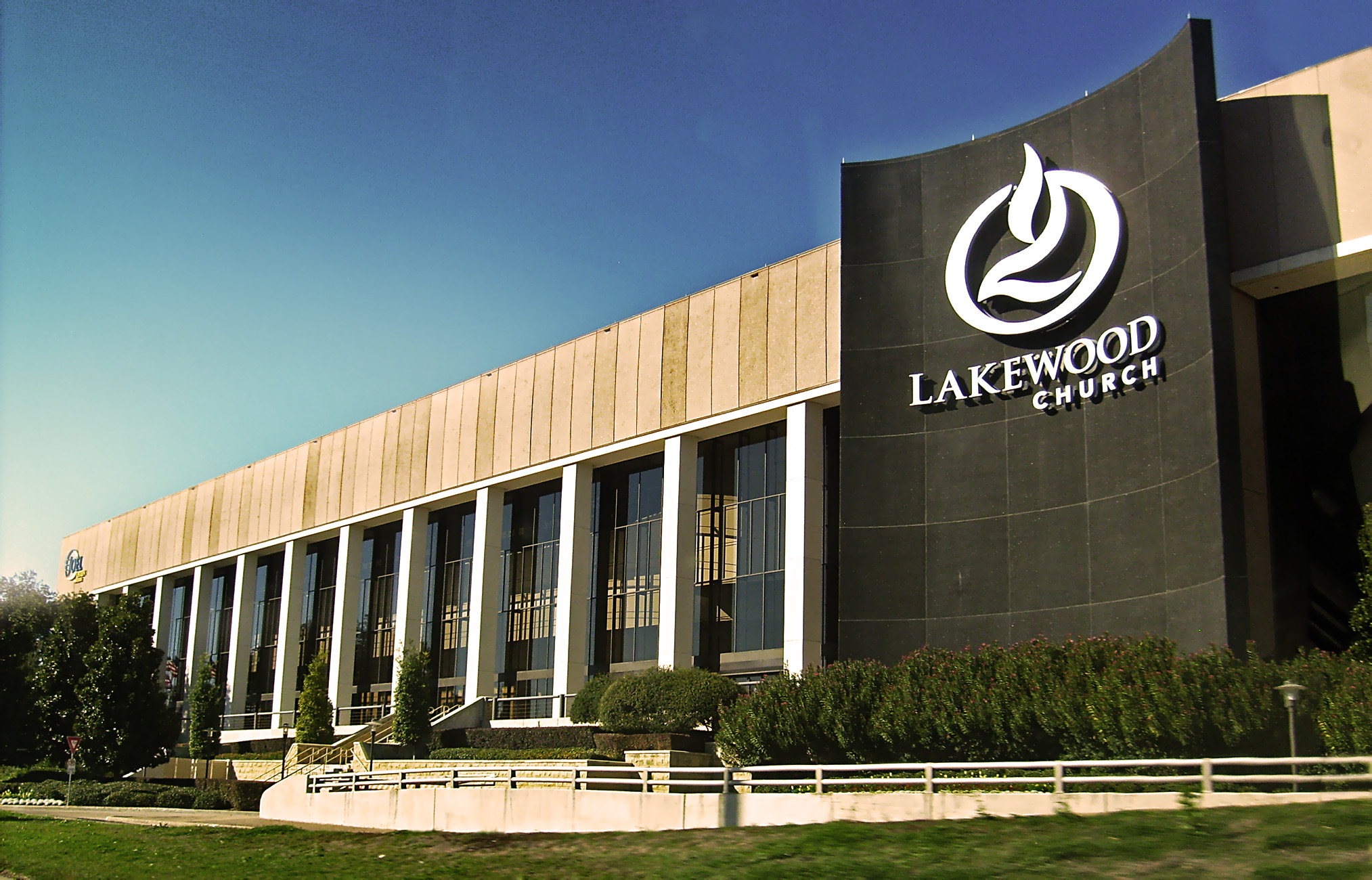
Lakewood Church, vor 2013

Lakewood Church ist eine neocharismatische Megachurch ohne denominationelle Zugehörigkeit in Houston, Texas und mit wöchentlich 50.000 Gottesdienstbesuchern die größte lokale Kirche in den Vereinigten Staaten. Die Gemeinde hat über 350 Angestellte und über 2500 ehrenamtliche Mitarbeitende.

## Geschichte

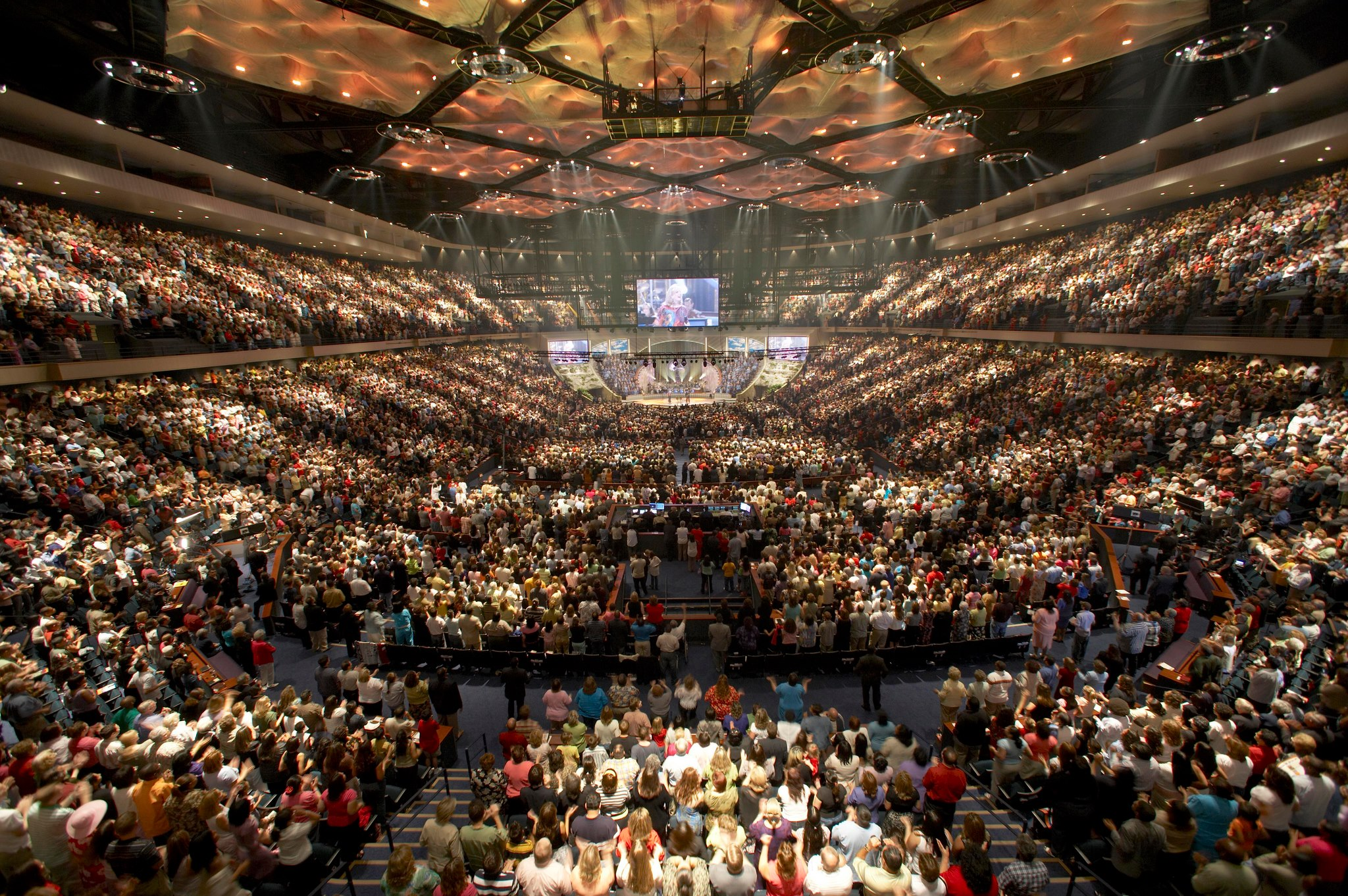
Innenansicht der Lakewood Church

Gründer der Kirche war John Osteen (1921–1999), ein ordinierter Pastor der Southern Baptist Convention, der sich 1958 von den Southern Baptists getrennt und der Pfingstbewegung zugewandt hatte. Die Kirche wurde 1959 in einem alten Futterspeicher am Rand von Houston gegründet. Von Anfang an war die Kirche offen für Menschen von unterschiedlichster religiöser Herkunft, allen Ethnien und jedem sozialen Hintergrund.

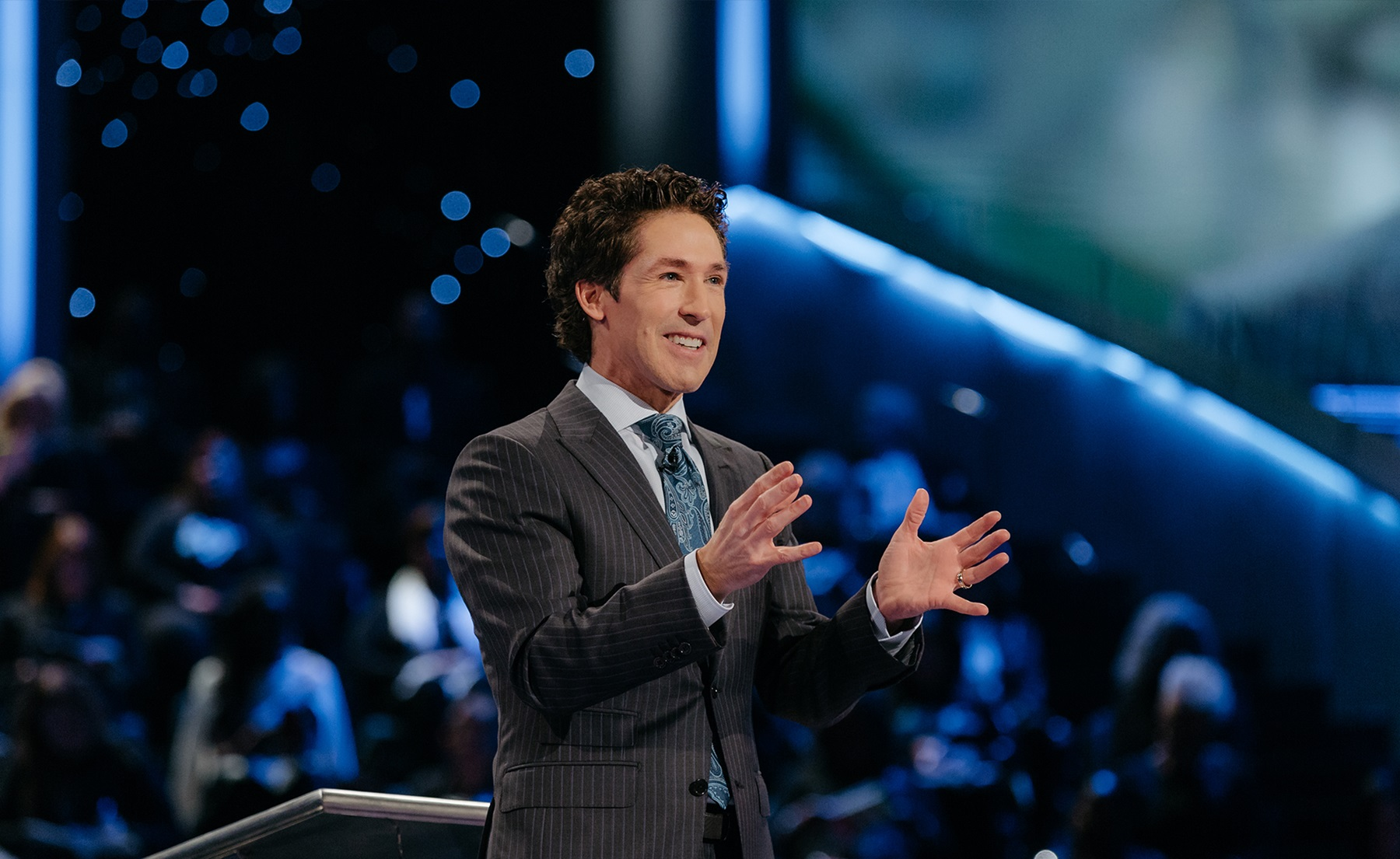
Joel Osteen predigt in der Lakewood Church

John Osteen schrieb etwa vierzig Bücher und gründete ein Fernsehprogramm, für das die Kirche jährlich rund 30 Millionen US-Dollar ausgibt. Die wöchentlichen Fernsehsendungen wurden schon zu Osteens Zeiten in über 100 Ländern ausgestrahlt und können heute in den Vereinigten Staaten von fast 200 Millionen Haushalten und in Europa über den God Channel empfangen werden.
Seit dem Tod von John Osteen 1999 wird die Kirche von seinem Sohn Joel Osteen geführt. Die älteren Kinder, Paul Osteen und Lisa Comes, sowie Dodie, die Witwe von John Osteen, gehören ebenfalls zu den Mitarbeitern der Kirche. Der verantwortliche Prediger für den lateinamerikanischen Gottesdienst, Marcos Witt, ist ein mehrfacher Gewinner des Latin Grammy. Unter der Leitung von Joel Osteen verfünffachte sich die Zahl der Gottesdienstbesucher im Jahr 2005.
2005 bezog Lakewood Church ein neues Gebäude, ein umgebautes Sportstadion mit 16.000 Plätzen, welches sie auf 30 Jahre von der Stadt Houston gemietet hat. Die Renovierung soll 95 Millionen Dollar gekostet haben.
Neben den wöchentlichen Gottesdiensten gibt es in der Lakewood Church sechzehn verschiedene Alters- und Interessengruppen, die jeweils mehrere Aktivitäten, Kurse und Freiwilligenarbeit anbieten. 2017 betrugen die Einnahmen der Kirche 89 Millionen Dollar, der Hauptpastor bezieht seit 2005 kein Gehalt mehr, weil er vom Ertrag seiner Bücher leben kann.
Am 11. Februar 2024 kam es in der Lakewood Church während eines spanischsprachigen Gottesdienstes zu einer Schießerei, bei der eine 36-Jährige, die ihren 7-jährigen Sohn bei sich hatte, das Feuer eröffnete und einen 57-jährigen Mann verletzte. Der Vorfall endete mit dem Tod der – laut Polizeiangaben – psychisch kranken Angreiferin, nachdem zwei Polizisten das Feuer erwiderten. Dabei wurde auch das Kind lebensgefährlich verletzt, wobei unklar sei, durch wen.

## Kritik
Pastoren der Kirche predigen das Wohlstandsevangelium, sprich, dass materieller Reichtum ein Zeichen für Gottes Gunst bzw. eine „Belohnung“ für einen bibeltreuen Lebenswandel darstelle. Der konservative Bibellehrer und Pastor John F. MacArthur gilt deswegen als scharfer Kritiker der Kirche, er warf Joel Osteen vor, dass dieser mit seinen Aussagen das Evangelium ins Gegenteil verdrehe.
Die Lakewood Church geriet zudem im Zuge der durch den Hurrikan Harvey 2017 verursachten Sturmflut in die Kritik. Der Kirche wurde auf sozialen Medien vorgeworfen, ihre Tore nicht für Flutopfer geöffnet zu haben. Zunächst erklärte Osteen zur Begründung auf Facebook, die Lakewood Church sei wegen der Flut nicht erreichbar, woraufhin Benutzer Sozialer Medien Fotos und Videos posteten, die die Lakewood Church und den nicht überfluteten Parkplatz davor zeigten. Daraufhin teilte die Kirche am 29. August 2017 mit, sie nehme nun Hilfesuchende auf. Als Grund für die Verzögerung wurde angegeben, es habe die Besorgnis bestanden, die Kirche hätte überflutet werden können.